# Kunhalmi Ágnes
Kunhalmi Ágnes (Kiskunmajsa, 1982. október 31. –) magyar politikus, 2014-től a Magyar Szocialista Párt országgyűlési képviselője, 2020-tól 2024-ig az MSZP társelnöke, a párt oktatáspolitikusa, a Társulás a Szociáldemokrata Értékekért Platform ügyvivője, 2014 és 2018 között a párt budapesti elnöke.

## Családi háttere
Édesapja jogász, édesanyja pedagógus.

## Tanulmányai
1989 és 1997 között a kiskunmajsai Arany János Általános Iskolába járt. 1998-tól 2002-ig a budapesti Vörösmarty Mihály Gimnázium drámatagozatos tanulója volt. Színésznőnek készült, felvételizett a Színház- és Filmművészeti Egyetemre, de nem járt sikerrel. 2004–2009 között a Szegedi Tudományegyetem Bölcsészettudományi Karán kommunikáció szakos hallgató volt. 2005–2011 között az ELTE Állam- és Jogtudományi Kar politológia szakát végezte el. Mindkét intézményben abszolutóriummal és záróvizsgával zárta tanulmányait, nyelvvizsgáját 2015 végén tette le, diplomáit ekkor vette át.

## A politikában
2003–tól 2004-ig a Földművelésügyi és Vidékfejlesztési Minisztériumnál politikai államtitkárságán az Eurofalu programban vett részt.
2004 és 2006 között a Miniszterelnöki Hivatalban dolgozott, a Miniszterelnöki Kabinetiroda Társadalompolitikai Főosztályán volt titkárságvezető.
2006-ban belépett MSZP-be. 2006 és 2010 között Budapest II. kerületében listás MSZP-s önkormányzati képviselő volt.
2010-ben, az MSZP kongresszusán beválasztották a párt elnökségébe. 2011-től a Társulás a Szociáldemokrata Értékekért Platform ügyvivője.
2010 és 2014 között a Fővárosi Önkormányzat Oktatási Bizottságának külső tagja.
2013 végén megválasztották a párt Országos Választási Bizottságának szóvivőjévé. A 2014-es országgyűlési választáson – a pénzmosás gyanújába keveredett Simon Gábor visszalépése után képviselőjelöltként indult a Budapesti 15. számú egyéni választókerületében (Pestszentlőrinc-Pestszentimre), de 56 szavazatkülönbséggel alulmaradt a fideszes Kucsák Lászlóval szemben. Végül az MSZP és szövetségesei országos párt listájának 13. helyéről szerzett országgyűlési mandátumot. Az Országgyűlés oktatáspolitikai kérdésekért is felelős Kulturális Bizottságának alelnöke.
2014 júliusában megválasztották az MSZP budapesti elnökének.
A 2018-as országgyűlési választáson a budapesti 15. sz. választókerületben 46%-os eredménnyel képviselői mandátumot szerzett.
2018. június 17-től az MSZP választmányi elnökévé választották.
2020. szeptember 19-étől az MSZP női társelnöke.
A 2021-es magyarországi ellenzéki előválasztáson az MSZP ismét a 15. számú választókerületben indította Pestszentlőrinc-Pestszentimrén, Budapest XVIII. kerületében. A szövetséges Párbeszéden kívül támogatta a Jobbik  és a Mindenki Magyarországa Mozgalom is. Kunhalmi Ágnes megnyerte a pestszentlőrinci előválasztást, majd választókerületében a 2022-es magyarországi országgyűlési választást is.
A 2024-es önkormányzati és EP választásokat követően 2024. június 22-én jelentette be, hogy szeptember 28-ai dátummal lemond a társelnöki posztról.

## Díjak elismerések
- Magyar Toleranciadíj 2022.